# Cathelijne Noorland
Cathelijne Noorland (Warnsveld, 10 november 1983) is een Nederlands pianiste.

## Biografie
Cathelijne Noorland studeerde aan het Conservatorium te Enschede bij Benno Pierweijer en vervolgens aan het Conservatorium van Amsterdam bij Willem Brons en Mila Baslawskaja.
Noorland is getrouwd met componist en altviolist Max Knigge. Ze woont momenteel  in Haarlem. Vanaf het begin is Noorland actief als een van de presentatoren van de Classic Express, de rijdende concertzaal van het Prinses Christina Concours. Als correpetitor is zij actief aan het Conservatorium van Amsterdam. Sinds 2013 maakt zij als programmeur deel uit van het bestuur van de Stichting Muzenforum te Bloemendaal.
Noorland speelt in het Trio Burlesco met celliste Saskia Plagge en klarinettist Arno Stoffelsma. Sinds 2009 vormt zij een duo met alvioliste Dana Zemtsov. Daarnaast gaf zij concerten met violist Birthe Blom en cellist Amber Docters van Leeuwen als Trio Tricolore. Ook trad zij op met hoboïst Christopher Bouwman.

### Prijzen en onderscheidingen
Cathelijne Noorland heeft verschillende malen deelgenomen aan het Prinses Christina Concours, waarbij zij viermaal in de prijzen viel in haar klasse (1998, 1999, 2001 en 2003). Ook heeft zij prijzen gewonnen op het International Steinweg Wettbewerb (Duitsland), het concours van de Stichting Jong Muziektalent Nederland, het Internationaal Charles Hennen Concours en het Zonnewende Concours. Met het Trio Burlesco won zij op het Vriendenkransconcours van 2008 de publieks-, de pers- en de AVRO-klassiekprijs.